# كلير إيمز
كلير إيمز (بالإنجليزية: Clare Eames)‏ هي ممثلة أمريكية، ولدت في 5 أغسطس 1894 في هارتفورد في الولايات المتحدة، وتوفيت في 8 نوفمبر 1930 في لندن في المملكة المتحدة.

## وصلات خارجية
- كلير إيمز على موقع IMDb (الإنجليزية)
- كلير إيمز على موقع قاعدة بيانات برودواي على الإنترنت (الإنجليزية)
- كلير إيمز على موقع قاعدة بيانات الفيلم (الإنجليزية)